# Los Manolos
Los Manolos es un grupo musical español englobado en el género de la rumba catalana.

## Historia

### Orígenes
Los orígenes de Los Manolos se remontan a finales de 1989, cuando diez amigos de Barcelona, aficionados a la rumba catalana, comenzaron a practicar este género combinándolo con instrumentos y actitud roquera.
En su repertorio se incluían rumbas de Peret y Gato Pérez, adaptaciones de temas no rumberos ("All My Loving", "Strangers In The Night" o "El meu avi", por ejemplo) y algunas canciones de creación propia como "Esa rumba va", "Dame un beso" o "Hazme un francés, Inés".
Sus actuaciones y su ‘look’, compuesto por trajes con la solapa de la camisa tipo avión, pantalones con pata de elefante, gafas de sol de espejo y patillas postizas, llamaron la atención de algunos periodistas de la multinacional RCA (BMG-Ariola), que los fichó tras actuar en una fiesta.

### Pasión Condal, disco de Platino
Su primer disco, Pasión condal, grabado en 1991, llegó a estar situado en el número 2 de ventas en España y se convirtió en el tercer disco español más vendido durante ese año. Su versión del tema "All My Loving" de Los Beatles llegó al puesto número 3 y fue considerada años más tarde por el diario El País como la canción del verano de 1992.
Ese mismo año grabaron su segundo disco, Dulce veneno, y actuaron en la Ceremonia de Clausura de los Juegos Olímpicos de Barcelona 1992. También grabaron una versión de "Amigos para siempre" de Sarah Brightman y José Carreras, himno de aquellos Juegos y con la que alcanzaron el número 3 de ventas en España.

### Biografía
A finales del año 1989, con Peret en el culto y Gato Pérez en el final de su carrera, aunque  Gipsy Kings llenaba estadios por el mundo y en España Kiko Veneno, Ketama y Rosario obtenían grandes éxitos de ventas, prácticamente nadie hacía caso a la Rumba Catalana (considerada "demodé"). 
10 amigos de Barcelona, (Xavier Calero, Josep Gómez, Ramón Grau, Andreu Hernández, Joan Herrero, Rogeli Herrero, Carles Lordan, José L. Muñoz, Toni Pelegrín y Rafa Soriano) pertenecientes a varias bandas de pop y rock (Los Elásticos, Alicia Química, Sagrada Familia, Johnny y los Caníbales), y que simpatizaban con la Rumba Catalana por la influencia gitana del barrio de Hostafrancs del que eran algunos de los miembros, se atreven y se divierten haciendo Rumba Catalana pero con instrumentos y actitud roquera. 
Su delirante repertorio está basado en ese momento en rumbas de Peret o Gato Pérez, adaptaciones a rumba de temas no-rumberos (All my loving, de los Beatles, Strangers in the night, El meu avi), más algunos temas considerados iconos de la movida madrileña como "El Gran Ganga" de Almodovar&McNamara,.. "Makoki" de Kaka de Luxe) y algunos temas propios como "Esa rumba va", "Dame un beso" o el impactante "Hazme un francés, Inés". 
Juerga tras juerga, observan atónitos que causan un enorme impacto, vistiendo trajes con la solapa de la camisa tipo "avión" y pantalones con pata de elefante, gafas de sol "de espejo" y patillas postizas, parodiando al típico personaje "outsider" de los años 60-70: Se presentan en los conciertos en dos coches antiguos al más puro estilo "El Vaquilla", pero ofreciendo claveles y puros a la concurrencia, con un espectáculo que recuerda más a los Blues Brothers que a una orquesta de salsa o rumba. 
No deja a nadie indiferente la impactante "fila" de 10 músicos en el escenario, con dos baterías, dos bajos, varias guitarras españolas y eléctricas, percusiones, etc,..Practicando el incesante cambio de instrumentos.. Suelen preparar temas especiales o acciones para cada fiesta. La fiesta rumbera en el escenario es contagiosa, y la simpatía hacia el grupo se hace muy patente. La demostrada pero olvidada efectividad de la Rumba Catalana se pondría otra vez de manifiesto entre el público con una chocante mezcla de punks y amas de casa. 
Periodistas como Ragnampizza, Ramón de España, José Manuel Gómez, Carlos Ciprés, Marcos Ordóñez, Xavier Agulló, Rafa Quílez, y titulares como "La extrema izquierda de la rumba catalana" , "Los Manolos reivindican la patilla", "La rumba del AfterPunk", "El horterismo integral", se hacen eco de ellos sin tener ni siquiera mánager.
1989  El grupo inicia su andadura tocando donde les dejan. El primer bolo tiene lugar en la sala Diámetro 77 en el barcelonés barrio de Hostafrancs. Le sucederán actuaciones en el ciclo Sabor y Salsa de la sala Zeleste y en  numerosas fiestas públicas y privadas. En una de éstas, finalmente son "descubiertos" por la multinacional RCA (BMG-ARIOLA).... 
- Graban un videoclip para la cadena británica MTV (All my Loving)
1991 Graban su primer disco PASIÓN CONDAL (RCA-BMG 1991) en los estudios Sincronía de Madrid y Gema de Barcelona, producido por Julio Palacios.
- La versión de All my loving (Lennon y McCartney) consigue llegar al puesto n.º 3 y el disco PASIÓN CONDAL el n.º 2 de ventas en España, siendo finalmente el tercer disco español más vendido durante el año 91.
1992 Graban su segundo disco DULCE VENENO (RCA-BMG 1991), en Sincronía (Madrid) y con Julio Palacios.
- Actúan, junto a Peret y Los Amaya, en la Ceremonia de Clausura de las Olimpiadas de Barcelona'92. 
- Actúan en la Ceremonia de Clausura de los Juegos Paralímpicos de Barcelona'92. 
- Actúan en la Ceremonia de Inauguración de los Special Olympícs Barcelona '92.
- Graban la versión en rumba del himno de los Juegos Olímpicos “Amigos para Siempre” (Andrew Lloyd Webber) consiguen el n.º 3 de ventas en España.
- Actúan en la presentación del film “Tacones Lejanos” de Pedro Almodóvar en París. 
Durante estos años giran por toda España y actúan en países como Inglaterra, Portugal, Suiza, Bélgica, Francia, Rumanía, Italia, México, Chile, Argentina, Brasil, EE. UU.…
En 2002 se celebra el 10.º aniversario de los JJ. OO. de Barcelona 1992 y para rememorar la cita actúan en el Estadio Olímpico de Montjuïc.  Actúan también en la fiesta "NO A LA GUERRA" y colaboran en el disco de homenaje a Serrat "Pel meu amic".
En 2003 participan en la película “El Gran Gato” del director Ventura Pons.
En 2007 actúan en la presentación de los XVIII Juegos del Mediterráneo en Tarragona.
En 2008 actúan en la Expo de Zaragoza junto al maestro Peret.
En 2010 actúan en el Teatro Circo Price de Madrid junto a Peret y Gertrudis.
En estos años alternan proyectos personales de algunos de sus miembros pero siguen actuando por toda la geografía española.
En 2017 participan en el programa benéfico y en el disco de “La Marató” de TV3 con una versión rumbera del tema “I will survive”.
Y en 2017 también vuelven al estudio de grabación y publican “Manolos, suban al escenario”, recopilación de sus éxitos , con las colaboraciones de Peret, Ojos de Brujo, Los Delinqüentes, Tomasito, Victoria Abril, “El Sevilla”, Gertrudis, La Troba Kung Fu, Sabor de Gràcia, Tonino Carotone, Omar Sosa, Manuel Fuentes, Queco Novell, Dibe Divosso..
Durante 2018 y 2019 siguen actuando y participan en las Fiestas de la Mercè en Barcelona, en la “Festa del Poble” de Andorra o en la Semana Grande de Donostia/San Sebastián entre más de 40 actuaciones.
En 2019 graban la canción “Som com som” y un videoclip en el emblemático edificio La Pedrera de Antoni Gaudí en colaboración con el programa REMS de la Fundación Catalunya - La Pedrera que trabaja con personas con deterioro cognitivo.
En 2020 la pandemia aplaza los planes de giras y grabaciones.
En septiembre de 2021 Los Manolos  colaboraron con el grupo  The Tyets en la canción y videoclip "La dels Manolos". El sencillo se presentó en el escenario de Los 40 en el Estadio Olímpico de Montjuïc con un “sold out” y una gran fiesta.
En abril de 2022 Los Manolos publican un nuevo sencillo producido por Joan Borràs (Oques Grasses). El tema se llama Bum Bum y lo podéis escuchar en todas las plataformas.
En 2023 Los Manolos han participado en la gira "Yo fui a EGB" que les ha llevado a actuar por toda la geografía española.
En noviembre de 2023 han colaborado con Tacho en el sencillo "El premio gordo" y con Xiula en el tema "Mal Malalt". Los podéis escuchar también en todas las plataformas.
El 28 de enero de 2025 falleció en Caudete (Albacete) Rafa Soriano, uno de los componentes de "Los Manolos", a causa de un fallo cardíaco. En el grupo se encargaba, básicamente, de los teclados.

## Discografía
- Pasión Condal (RCA, 1991).
- Dulce veneno (RCA, 1992).
- Bailes regionales (Horus, 1994).
- Robando gallinas (Ventilador Music, 1998).
- Nainoná (Vale Music, 2004).
- Manolos, suban al escenario (Promoarts Music, 2017).
- La dels Manolos The Tyets/Los Manolos (Luup Records)